# اتنين للإيجار (فلم)
اتنين للإيجار هو فيلم مصري عرض عام 2023، بطولة بيومي فؤاد ومحمد ثروت، ومن تأليف أسماء غازي وإخراج شادي علي.

## قصة الفيلم
في إطار كوميدي، يبحث العاطلان صفيحة وحمادة عن فرصة عمل مناسبة لكسب قوت يومهما، وبعد فشلهم في الحصول على أي وظيفة يقرران عرض أنفسهم للإيجار على من يدفع لهما لتلبية مطالبه كوسيلة لكسب الرزق، يقوما بنشر فيديو لهما يعرضان أنفسهما للإيجار مقابل المال ويتعرضا لمواقف كوميدية عديدة تبعا لغرابة الوظائف التي تعرض عليهما حتى آخر وظيفة والتي يتغير من خلالها منظورهم لأنفسهم وللحياة.

## طاقم التمثيل
- بيومي فؤاد
- محمد ثروت
- سامي مغاوري
- محمد لطفي
- ناهد السباعي
- ميرهان حسين
- إيمان السيد
- ثراء جبيل
- سلوى محمد علي
- ليلى عز العرب
- إيناس مكي
- ناجي سعد
- وائل ترك

## فريق العمل
- إخراج: شادي علي
- تأليف: أسماء غازي
- مدير التصوير: إسلام عبد السميع
- مونتاج: سلافة نور الدين
- موسيقى تصويرية: عمرو إسماعيل
- إنتاج: موفي ستوديوز
- توزيع داخلي: العربية للإنتاج والتوزيع السينمائي
- توزيع خارجي: موفي ستوديوز